# Brasão do estado de São Paulo
O brasão do estado de São Paulo é o emblema heráldico e um dos símbolos oficiais do estado brasileiro de São Paulo.

## História
Foi instituído por ocasião da Revolução Constitucionalista de 1932, pelo Decreto nº 5.656, assinado pelo interventor federal Pedro Manuel de Toledo, em agosto do mesmo ano.
Criado pelo pintor José Wasth Rodrigues, foi símbolo da campanha "Ouro para o Bem de São Paulo".
Utilizado até o Estado Novo, em 1937, foi substituído por outros símbolos nacionais. Reconquista sua função simbólica original com a redemocratização e a nova Constituição de 1946.
A versão escultórica oficial foi feita pelo escultor Luís Morrone e está no acervo do Palácio dos Bandeirantes.

### Inspiração para o lema

Versão original projetada por José Wasth Rodrigues.

O lema que consta no brasão, que se tornou oficial do estado de São Paulo, foi inspirado em uma inscrição latina grafada nos muros do Reservatório da Repartição de Águas de São Paulo em 1895. A histórica inscrição era originalmente grafada como Pro São Paulo Fiat Eximium e mais tarde serviu como base para compor o brasão de José Wasth Rodrigues, apenas sofrendo pequenas modificações na escrita, transformada em Pro S. Pavlo Fiant Eximia.
Após a aprovação do brasão, Pedro de Toledo o modificou, substituindo a frase histórica que evocava o orgulho paulista por uma de cunho mais nacionalista em relação ao Brasil, ficando Pro Brasilia Fiant Eximia.

## Descrição heráldica
A descrição heráldica, dada pela lei nº 145/1948, é a seguinte:

Artigo 3º. O Brasão do Estado de São Paulo é o instituído pelo decreto n.O 5.656, de 29 de agosto de 1932, o qual assim se descreve heraldicamente: em escudo português de goles uma espada com o punho brocante sobre o cruzamento de um ramo de louro à destra e um de carvalho à sinistra, passados em aspa na ponta, e acostada em chefe das letras S.P., tudo de prata; timbre: uma estrela de prata; suportes: dois ramos de cafeeiro frutificados, de sua cor, passados em aspa na ponta; divisa: em listei de goles, brocante sobre o cruzamento dos suportes, "PRO BRASILIA FIANT EXIMIA", de prata (anexo 3).
Artigo 4º. A feitura do Brasão obedecerá às regras usuais heráldicas de acordo com a descrição do artigo anterior.
Artigo 5º - Quando reproduzido monocromicamente, como sucede comumente nos papéis oficiais das repartições públicas, o Brasão terá os seus esmaltes (metais e cores) indicados segundo as respectivas convenções heráldicas universalmente adotadas (anexo 4).

As cores utilizadas do brasão não possuem suas tonalidades definidas em leis. No entanto, o manual de identidade visual do governo do estado de São Paulo e da Assembleia Legislativa do estado especificam as seguintes cores para feitura do brasão:
|  | Cor      | sRGB        | Hexadecimal | CMYK        | Pantone         |
|  | -------- | ----------- | ----------- | ----------- | --------------- |
|  | vermelho | 220/40/40   | DC2828      | 9/98/100/0  | 485 C           |
|  | verde    | 11/146/31   | 0B921F      | 86/18/100/4 | 347 C           |
|  | amarelo  | 247/197/32  | F7C520      | 3/22/100/0  | 123 C           |
|  | preto    | 35/31/32    | 231F20      | 0/0/0/100   | Process Black C |
|  | prata    | 128/129/129 | 808181      | 35/28/29/30 | 444 C           |

O manual de identidade do Estado de São Paulo também oferece a versão do brasão em traço, onde os elementos heráldicos são preservados em forma simplificada. Além da versão em tela, é possível utilizar em situações oficiais na forma em negativo.

## Significação
O decreto 5.656 de 1932 assim descreve a significação do brasão:
- escudo  português: como convém a descendentes de portugueses e de acordo com o uso já consagrado no Brasil. O vermelho, esmalte representativo da altivez, da audácia e da glória, perpetua o valor do povo paulista, que jamais trepidou em afrontar as asperezas da luta e a derramar o seu sangue pelo Brasil e pela liberdade. A prata, metal simbólico da lealdade e da nobreza, alude também ao tope branco usado tradicionalmente pelos partidários da Constituição, desde os tempos coloniais, e adotado como distintivo dos soldados constitucionalistas no atual movimento revolucionário. Diz bem do carácter ordeiro da nossa gente, que somente quer viver sob o regime da lei e das garantias jurídicas, pelo qual ainda agora se bate.
- iniciais S P: significam que o próprio nome de São Paulo evoca melhor o seu valor e as suas glorias do que quaisquer símbolos ou emblemas.
- espada romana, usada pelo apostolo São Paulo, evoca o padroeiro do Estado. Lembra ainda o gesto de Amador Bueno, a epopeia das Bandeiras, Pedro I proclamando a Independência na colina do Ipiranga e, finalmente a espada que, na hora atual, foi "desembainhada em continência á Lei."
- ramos de louro e carvalho:  consagram o valor militar de São Paulo, que desde os tempos coloniais tem sabido enobrecer as tradições de bravura do povo brasileiro, e o seu valor cívico, sempre à frente das grandes iniciativas tendentes a criar para o Brasil uma situação proeminente no concerto dos povos cultos.
- estrela de prata (timbre): indica que São Paulo é uma das unidades da Federação Brasileira, simbolizadas por 21 estrelas nas armas federais.
- divisa: "PRO BRASILIA FIANT EXIMIA" "PELO BRASIL FAÇAM-SE GRANDES COUSAS" afirma o profundo sentimento de brasilidade do Povo Paulista. Lembra o esforço de que sempre se mostraram capazes os filhos deste Estado quando a Nação exigiu deles o maximo de sacrificios, como ainda agora está acontecendo.
- ramos de café: indicam a base da fortuna publica do Estado e a tradição de riqueza que São Paulo soube criar, através de árduos trabalhos.